# Fibravan
Fibravan (oficjalnie Comércio e Indústria de Veículos Fibravan Ltda.) – brazylijski producent samochodów typu buggy.

## Historia
Firma została założona przez Vanildo Limę Marcelo w 1989 roku Fortalezie. Produkcja samochodów pod nazwą Fibravan rozpoczęła się od przejęcia jednego z modeli od Ego Veículos, a następnie dopasowując go do brazylijskich warunków.

## Pojazdy
Pierwszym modelem wprowadzonym na rynek był Plus. Zbudowany na ramie rurowej, był typowym przedstawicielem pojazdów buggy – z krótkimi, kanciastymi liniami, sztywną osłoną i prostokątnymi reflektorami. Jako napęd zastosowano chłodzony powietrzem, czterocylindrowy silnik typu bokser firmy Volkswagen, zamontowany na rurowym podwoziu z tylnym zawieszeniem na sprężynach śrubowych.
W 2007 roku na rynek wprowadzono model Vip, o znacznie nowocześniejszym designie – z zaokrąglonymi powierzchniami i dopracowanymi detalami estetycznymi tj. przedni grill, okrągłe reflektory i tylne światła, oparcia dla pasażerów z tyłu, aluminiowa podłoga w kratkę. Ten model posiada chłodzony cieczą silnik VW o pojemności 1800 cm³. Podwozie i zawieszenie pozostają podobne do tych z modelu Plus.
Od 2012 roku produkowany jest model Off-Road, który jest łącznikiem pomiędzy dwoma pozostałymi modelami. Z jednej strony jest nowocześniejszy od Plusa, z drugiej strony mniej skomplikowany od Vipa. Ma prostą przednią szybę i silnik VW o pojemności 1400 cm³.